# Tikún Olam
Tikún Olam (en hebreo: תיקון עולם) es una frase en hebreo que significa "reparar el mundo". Es importante en el judaísmo y a menudo se utiliza para explicar el concepto judío de justicia social. 
En términos generales; Tikún Olam puede ser entendida como una filosofía de vida de aquellos seres humanos que desean dejar una pequeña contribución al mundo; haciendo servicio social, Convirtiéndose así, en un ejemplo a seguir para muchos, y lograr cambiar la mentalidad de crueldad, egoísmo e indiferencia que muestran las sociedades.

## En el Talmud
La expresión tikún olam es usada en la Mishná en la frase mip'nei tikún olam ("por el propósito de tikún olam") para indicar que la práctica debe ser seguida no porque la Ley Bíblica lo indica, sino porque ayuda a evitar consecuencias sociales negativas.

## En el rezo judío
La frase tikún olam está incluida en el Aleinu, la plegaria con que se concluyen los tres servicios religiosos diarios. El Aleinu indica que al Pueblo Judío le corresponde alabar a Dios y expresa la esperanza de que el mundo entero reconozca algún día al Señor y abandone la idolatría. La frase tikún olam es usada en la expresión Letakén olam bemaljut shadai, "perfeccionar el mundo bajo la soberanía de Dios". En otras palabras, cuando todos los seres humanos abandonen los falsos dioses y reconozcan al Señor, el Dios de Abraham, el Dios de Moisés, como único Dios, el mundo estará perfeccionado.

## En Cabalá
El juicio beneficioso corresponde a la Sefirah de Tiferet, que combina Jesed y Ghevurah
Shimon bar Yojai, Tikkuney Zohar

De acuerdo al misticismo judío, la Creación del Universo está representada de manera figurada como un recipiente que no pudo contener la Luz Sagrada y se rompió en pedazos (Shevirat Hakelim). Por ello, de acuerdo a los cabalistas, el Universo que conocemos está literalmente quebrado y necesita reparación. En consecuencia, siguiendo la Halajá (ley judía) y cumpliendo mitzvot (preceptos), la gente ayuda a reparar el recipiente del Universo. Así, los cabalistas enseñan que a través de sus acciones, cada persona puede participar en el tikún olam, literalmente reparando el Universo y la Humanidad como parte de la Creación Divina.

### Propósito principal
Un tikkun es el medio empleado para rectificar lo que hicimos mal. Es algo que podemos hacer, es algo que debemos hacer. ¡Y es algo que el Rebe Najman nos enseñó que tenemos el poder de lograrlo!

Con el Tikún 'Olam, por lo tanto, queremos llenar el mundo de santidad para que cada aspecto de la existencia religiosa pueda cumplirse adecuadamente con pleno respeto por las Mitzvot. Con esto, se aplica la declaración profética bíblica: "el mundo está lleno de Su gloria".

El Rebe Najman una vez alentó a un hombre que estaba muy confundido acerca de sus creencias. El Rebe le dijo: “Toda la creación surgió solo por personas como tú. Dios vio que habría personas que se aferrarían a nuestra santa fe, a pesar de sufrir mucho debido a la confusión y las dudas que los atormentan constantemente. Percibió que superarían estas dudas y se fortalecerían en sus creencias. Fue por esto que Dios produjo toda la creación". Después de escuchar esto, el hombre se fortaleció enormemente y no se molestó cada vez que tuvo estos pensamientos confusos

Por lo tanto, el Tikún es el logro del contexto espiritual de kedushá en todo el mundo: a medida que Shabat aumenta la kedushà de la Creación, el Tikún sanciona la redención en todo el mundo y la era mesiánica también se considera un Mundo todo Shabat; el pueblo judío puede colaborar con Dios para esta maravilla gracias al prodigio de la trascendentalidad del tiempo y el espacio: uno no ingresa a la Jerusalén celestial antes de ingresar a la Jerusalén de la Tierra de Israel, lo que significa el acceso al reino espiritual también en este mundo según la aceptación de Malkut Shammaim, el Reino de los Cielos.

Dios siempre está contigo. El esta cerca de ti. El esta a tu lado. No tengas miedo

Como término técnico hebreo, en psicología hoy Tikún significa "educación/orden en el comportamiento": esto explica cómo cada individuo puede "manejar" su existencia diaria y no solo, de manera equilibrada sin inseguridades o debilidades ... El Zohar admite que, como entonces también parte de la literatura y algunas doctrinas filosóficas occidentales modernas específicas, el hombre es un microcosmos, que es "una síntesis - modelo de todo el universo": por lo tanto, cada intención positiva y todo compromiso con el bien propiamente dicho, para el prójimo y para el mundo, coincide perfectamente con la firmeza de la simple fe en Dios con la búsqueda de la verdad y la verdad justa, la verdad en cada uno y la verdad revelada de la Torá.

## Jasidut
El Tzadik, "que busca hacer justos a los judíos" (Daniel 12:3), trabaja con cada persona para dirigirla hacia su rectificación
Najman de Breslov, Likutey Halakhot V

En Jasidut prevalece una visión del "Tikún individual": todos deben tener éxito en derrotar su "instinto negativo" conquistándolo con discernimiento hasta que solo alcance el bien. Esto se deriva ya de la concepción de que con el pecado original el mal se mezcla con el bien.
Por lo tanto, el mundo perfeccionado se convierte en la hipóstasis del hombre pacificado cuando puede aumentar la espiritualidad divina del bien en sí mismo y vincularla constantemente con sus propios pensamientos. Solo de esta manera se pueden cancelar todas las dificultades, sombras y problemas antes de la devoción religiosa:

Cuando una persona está en el "exilio" (cuando ha pecado y ha provocado que su mente divague de Dios) y una vez más desea hacer buenas obras, no debe aferrarse a las confusiones y dudas que plagan su mente. No preste atención a esos pensamientos, pero continúe haciendo lo que esté tratando de hacer, orando, aprendiendo, etc. Si los pensamientos siguen regresando, debería enviarlos lejos una y otra vez
Najman de Breslov, Likutey Halakhot V

Esta teoría para la práctica religiosa interna está, por lo tanto, estrechamente relacionada con la Teshuvá: en el camino inicial del arrepentimiento es necesario enfrentar un gran esfuerzo para superar el arrepentimiento. Posteriormente, con el proceso de expiación, la purificación del alma se lleva a cabo mediante la cancelación de los pecados. Finalmente, el olvido total de todas las transgresiones y su finalización con el arrepentimiento de esas acciones erróneas vistas ahora, libres de pecado, como causa de fuerza mayor: esto significa que las transgresiones incluso se han convertido en méritos, es decir, se han convertido en los pasos positivos subsiguientes, con esto excluyendo tanto la opinión poco saludable de que el mal debería ser necesario y la mala opinión de que un error sería necesario para aprender el bien.
El pecado conduce a la oscuridad... la religiosidad a la alegría y a la vitalidad: la simplicidad de la fe no puede confundirse con la ignorancia, que es lo contrario; toda la filosofía atea se convierte en la negación de tal simplicidad, en una obtusa sofisticación del lenguaje y, por lo tanto, de la inteligencia, y finalmente se realiza en la negación de la existencia de Dios, el Creador del mundo y de las criaturas. Así, el pecado y la falta de una fe verdadera son la causa de todas las debilidades del ser humano que no se arrepiente. La única forma de encontrar la verdadera vida en la devoción con fe en Dios es, por lo tanto, una búsqueda profunda de la verdad al despertar la parte más inocente de uno mismo: el punto bueno que Najman de Breslov siempre ha mencionado, la Jasidut tratando de reconocer la Torá en personas potencialmente y luego activamente listas para aceptar la Torá misma nuevamente todos los días.

### El estudio de la Torá
"le-raglekha" (תכו לרגלך, siguen tus pasos) - estos son los eruditos de la Torá, que golpean (שמכתתים, "she-MeKhaTeTim") sus pies yendo de ciudad en ciudad y de país en país para estudiar y enseñar la palabra de Dios (Bava Batra 8a): cuando los Tzadikim viajan, rectifican el aire a su alrededor con su estudio de la Torá
Likutey Halakhot II

En el Talmud también está escrito (Pirkei Avot) que la existencia del mundo entero se basa principalmente en el servicio por Dios: la oración, el estudio de la Torá y la acción de las Mitzvot. Sin embargo, el estudio de la Torá presenta algo más porque conduce tanto a la oración como a la práctica religiosa. Estos son, por lo tanto, los instrumentos en posesión del judío religioso y devoto para unirse más a Dios, cumplir los deberes religiosos con amor y alegría con los otros judíos y así alcanzar una plenitud satisfactoria incluso para Dios.
Como ya lo es Isaac Luria, también el Baal Shem Tov describe parte del Tikún 'Olam como "liberación de las chispas santas", esto con referencia al proceso llamado Tsimtsum. La jasidut, por lo tanto, va más allá de indicar en el Tzadik el principal de esta tarea espiritual, incluyendo también los demás, cada uno de acuerdo con su propia naturaleza espiritual: el significado de esto consiste en la diferencia entre el primer caso, en el que para el Tzadik existe un número definitivo de chispas, mientras que en el segundo caso la referencia a las chispas no es exactamente verdadera; las chispas santas son verdaderas entidades de luz espiritual sino "limitadas" o precisamente "para volver a su raíz".
Entonces se deduce que, dado que las chispas son entidades espirituales y la espiritualidad pertenece particularmente a la esfera divina, Dios protege y gobierna su elaboración. Sin embargo, más allá de la misión particular antes mencionada del Tzadik, en otros casos, el Tikún 'Olam es sobre todo de origen espiritual.

"Y Dios será el rey en toda la tierra, en este día Dios será Uno y Su Nombre Uno" (Zacarías 14:9) ...porque el Tikun de todo es por la unidad (Yijud).

Todos los procesos de Tikún se llaman Yijudim: esto sucede con la liberación de toda forma de maldad y con el logro y la finalización del Tikún. Es por eso que el Tzadik es el primero en llevar a cabo esta misión; sin embargo, está claro que todo el pueblo de Israel es parte de este servicio devocional, precisamente a través de las Mitzvot. De hecho, el Yijud solo puede llevarse a cabo en su totalidad de bien y sería moralmente imposible realizar un deber religioso si se reclama el mal en él; un ejemplo es la pequeña parte introductoria de algunas oraciones, como las diarias de Shajarit, Minjá y Arvit, de hecho se lee: "Leshem Yijud Kedushah Berijhu ... leYajda shem Yod-Ke beVav-Ke beYijuda shelim beshem kol-Israel ..." ("Para unir el nivel de Su bendita santidad ... para unir el nombre de Yod-Ke con Vav-Ke en completa unión en nombre de todo Israel...")

## En el Judaísmo Reformista
El Judaísmo reformista procura el activismo que incluye la justicia social y el cumplimiento de los preceptos (mitzvot) éticos de la Torá, a través del "Tikún olam" (reparación del mundo), para el logro de la Era Mesiánica en la que se cumplen los principios de paz y fraternidad. A menudo el reformismo cita Pirkei Avot 2:21 (hebreo: פרקי אבות) para alentar y fomentar su práctica. 